# 66661 Wallin
66661 Wallin è un asteroide della fascia principale. Scoperto nel 1999, presenta un'orbita caratterizzata da un semiasse maggiore pari a 3,1144226 UA e da un'eccentricità di 0,1767631, inclinata di 28,20197° rispetto all'eclittica.
L'asteroide è dedicato all'astrofisico statunitense John F. Wallin.